# Бари
Ба́ри (итал. Bari, тарант. Bare, др.-греч. Βάριον, лат. Barium) — город-порт на юге Италии. Столица области Апулия и административный центр одноимённой территориальной единицы, приравненной к провинции.
Покровителем города считается Николай Чудотворец, чьи мощи хранятся в городе в старинной католической церкви Святого Николая. Также в городе имеется небольшая русская православная Никольская церковь, построенная уже в XX веке. Праздник города — 9 мая.

## История
Велика вероятность того, что поселение на месте Бари существовало ещё три с половиной тысячи лет назад. В V веке до н. э. город был греческой колонией. Римляне овладели побережьем в ходе войны с Пирром. Рыбацкая гавань Бариума впервые упоминается в 181 г. до н. э.
В 109 году через Бариум прошла Траянова дорога, ответвлявшаяся от Аппиевой и пролегавшая через Брундизиум (современный Бриндизи), Беневентум (Беневенто) и Канузиум (Каноза-ди-Пулья). Поскольку на Брундизиум приходилась львиная доля римского грузопотока на Грецию, Египет и Малую Азию, сокращение торгового пути Рим — Брундизиум имело огромное значение. Бариум, как один из транзитных пунктов на этом пути, получил свою долю экономических и административных выгод.
В IX веке власть над Бари принадлежала сарацинам, которые создали Барийский эмират и заложили здесь крепость, доставшуюся сначала византийцам, а затем в 1071 году норманнам под водительством Роберта Гвискара. В 1096 году в Бари проповедовал Пётр Пустынник, под действием речей которого из города отплыла в Святую землю большая партия крестоносцев. В 1098 году в Бари состоялся Собор под председательством папы римского Урбана II, по вопросу о расколе между католической и православными Церквями.
Вильгельм Злой разгромил Бари в 1156 году, но Фридрих II посчитал необходимым восстановить его крепостные сооружения. В XIV и XV веках городом правила герцогская династия, при которой он пришёл в упадок. Много сделала для возобновления его благосостояния Изабелла Неаполитанская. После смерти в Бари её дочери Боны Сфорцы герцогство вернулось в состав Неаполитанского королевства.
24 апреля 1813 года Иоахим Мюрат заложил первый камень расширения города за пределами средневековых стен («новая деревня» или «деревня Муратти»), характеризующихся ортогональной планировкой улиц. Население быстро росло с 18 000 жителей в то время до 94 000 в начале XX века, став столицей провинции. За двадцать лет правления Муссолини была построена монументальная набережная и открыта Фьера-дель-Леванте, благодаря чему воплотился в жизнь проект «Бари — ворота на Восток» .
В завершающие годы Второй мировой войны (1943—1945) важное значение на Средиземноморском театре военных действий приобрели порт и аэродром Бари. 11 сентября 1943 город был взят без сопротивления 1-й британской воздушно-десантной дивизией. Порт стал важной базой снабжения союзных войск в Италии. 2 декабря 1943 года порт Бари подвергся удару бомбардировщиков люфтваффе, в результате которого 17 грузовых судов союзников были потоплены, ещё шесть повреждены. Среди потопленных судов был транспорт «John Harvey» типа Liberty с грузом иприта, принадлежавшего американской армии. В результате распространения иприта некоторое количество военного персонала и местного населения получили отравления, в том числе со смертельным исходом. Ситуацию усугублял режим секретности, в результате которого врачи (в том числе и военные), не зная о наличии боевого отравляющего вещества, не смогли правильно поставить диагноз. Количество жертв иприта точно не известно. Большое количество общих жертв атаки, возникших от взрывов и пожаров, не способствовало точному определению той части из них, которая пострадала от отравления ипритом.
На базе аэродрома Бари была создана мощная авиабаза англо-американских ВВС. В июне—декабре 1944 года на авиабазу Бари также базировалась советская авиационная группа особого назначения Героя Советского Союза полковника В. И. Щелкунова (12 транспортных самолётов Си-47 и 12 дальних истребителей сопровождения Як-9ДД) последние прилетели из Бельц. С аэродрома Бари самолёты этой авиагруппы летали через Адриатическое море для оказания помощи Народно-освободительной армии Югославии. За полгода боевой работы группа полковника Щелкунова доставила на партизанские аэродромы в горах Югославии свыше 1000 тонн вооружения, боеприпасов и иных грузов, вывезла в госпитали союзников в Италию свыше 1600 тяжелораненых партизан.
9—16 июня 1987 года Бари принял четвёртую пленарную сессию Смешанной международной комиссии по богословскому диалогу между римско-католической и православной Церквями, её темой стало обсуждение вопроса «Вера, причастие и единство церкви».

## Население
Население Бари в 2009 году составило 325 000 человек. Население города остаётся примерно на одном уровне с 1970 года. В последнее время с 2002 года население начало постепенно увеличиваться.
Средний возраст жителей Бари 42 года. В городе число детей до 18 лет примерно равно числу пенсионеров. Уровень рождаемости составляет 8,67 человек на 1000 жителей.
Национальный состав: итальянцы 96 %, албанцы 2 %, греки 0,5 %, иммигранты из Африки около 1 %.

## Экономика
Город является вторым по значению экономическим центром Южной Италии (после Неаполя), хотя значимых промышленных производств не имеет.
Основа экономики — торговля, транспорт, туризм. Регион Апулия является одним из основных агропроизводителей Италии, поставляя продукты на внутренний рынок и на экспорт. Основные товары — оливки и оливковое масло, виноград, вино. Хорошо развито рыболовство.
В городе находится один из главных портов Италии, связывающий её с паромными переправами Хорватии (Дубровник), Греции (Корфу, Игуменица, Патрас), Черногории (Бар) и Албании (Дуррес).
В Бари расположен крупный международный аэропорт Бари Палезе.

## Культура
Старый город Бари лежит на полуострове между старой и новой гаванью, а промышленная зона уходит вглубь материка.
Туристов немного, за исключением православных (и в первую очередь русских) паломников к мощам Николая Чудотворца, которые в 1087 году были тайно вывезены из Мир Ликийских и с тех пор хранятся в крипте специально построенной для их размещения базилики Святого Николая (заложена в 1087 году).
С 1915 года (дата приблизительна) в Бари действует православная церковь Николая Чудотворца, спроектированная в староновгородском духе Алексеем Щусевым. Службы в храме ведёт русский священник Московского патриархата. В 2001 году рядом с храмом была установлена статуя Святого Николая работы Вячеслава Клыкова.
Другие значительные сооружения города включают соборную церковь Святого Сабина — образец романской архитектуры (1170—1178, реставрирована в 1950-х годах), приморский замок Фридриха Гогенштауфена (Castello Svevo, XIII век) и старинный театр Петруцелли, обновлённое здание которого открылось в 2009 году. Второй городской театр носит имя барийца Никколо Пиччини.

## Музеи
- Археологический музей — основан в 1875 году.
- Художественный музей делла Провинция ди Бари — основан в 1928 году.

## Спорт
- В городе есть одноимённый футбольный клуб «Бари», выступающий в итальянской Серия B.
- В 2018 году в городе проходил Чемпионат мира по волейболу, а именно матчи группы С ( США,  Россия,  Сербия,  Австралия,  Камерун и  Тунис).

## Галерея

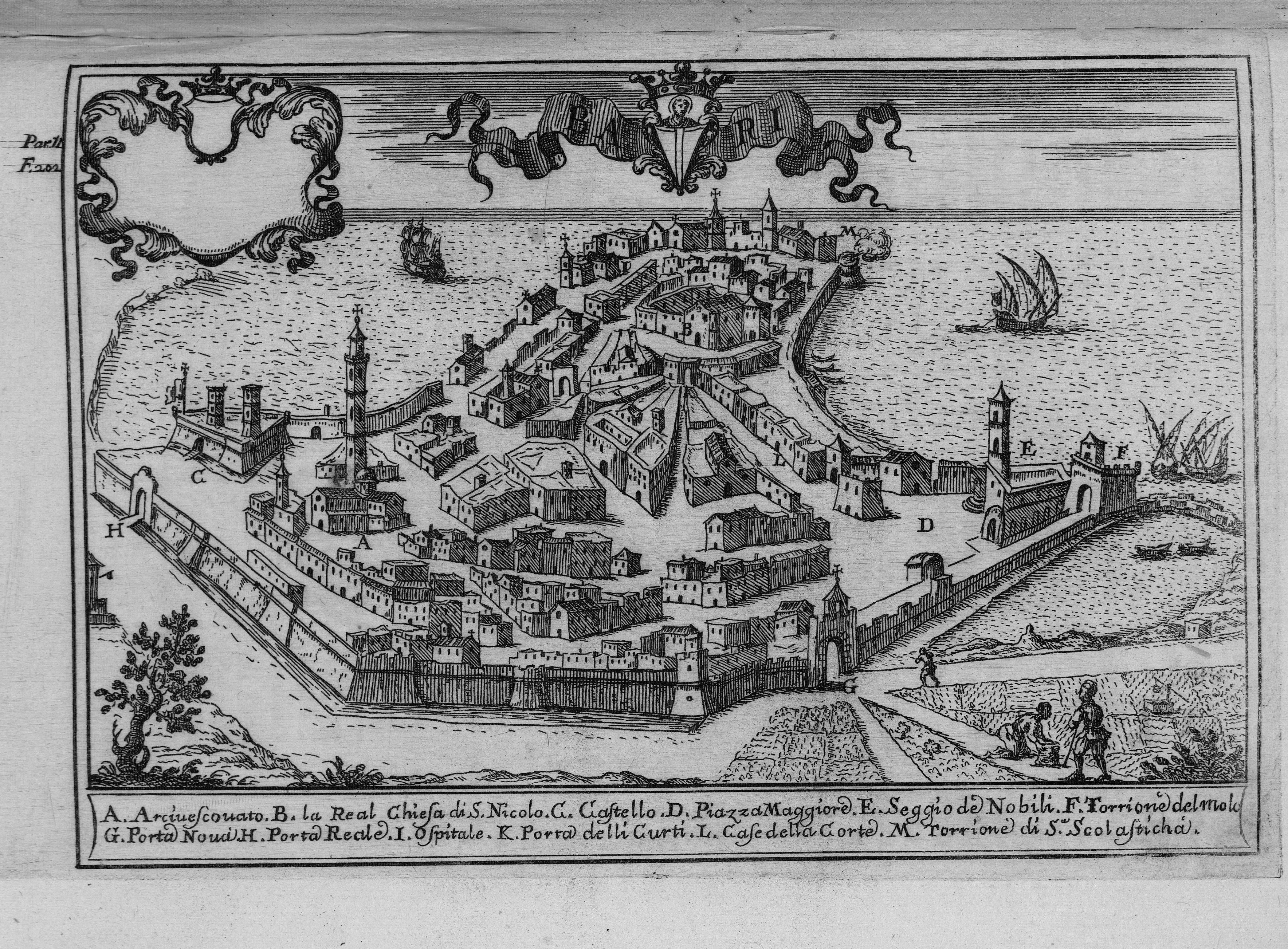
Бари на гравюре Джована Баттисты Пакичелли (ит.[итал.]), 1703 год
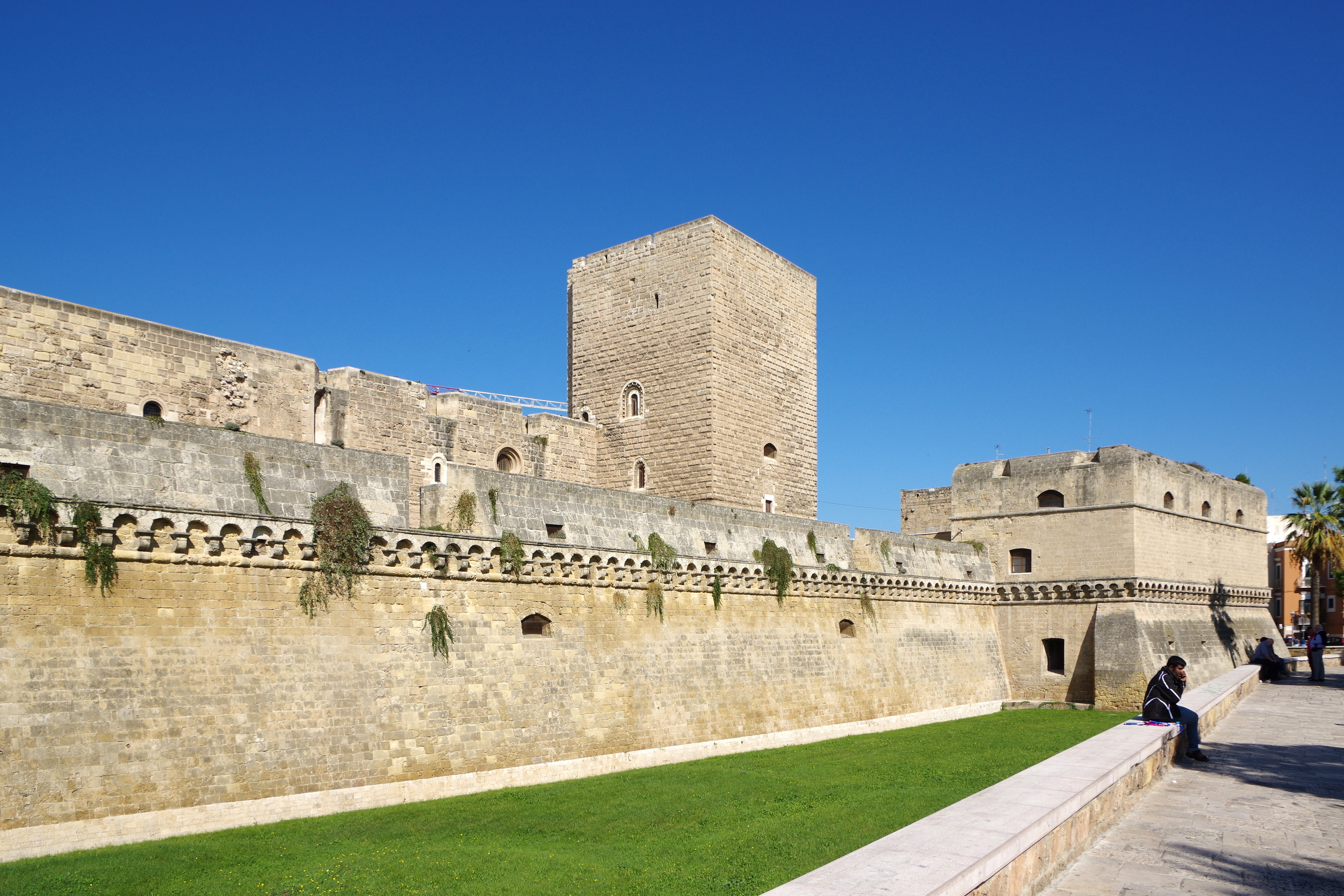
Замок Бари
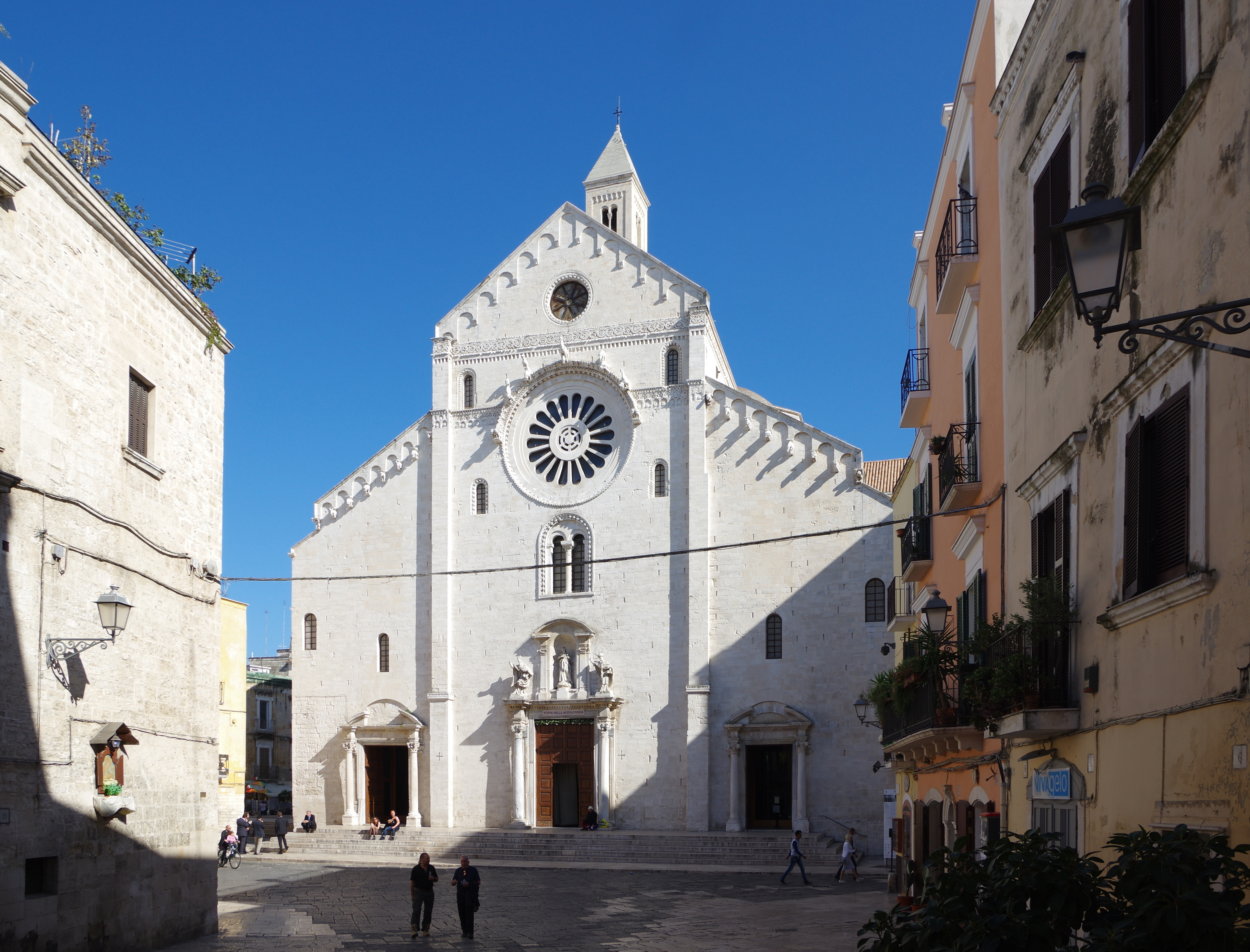
Собор Святого Сабина
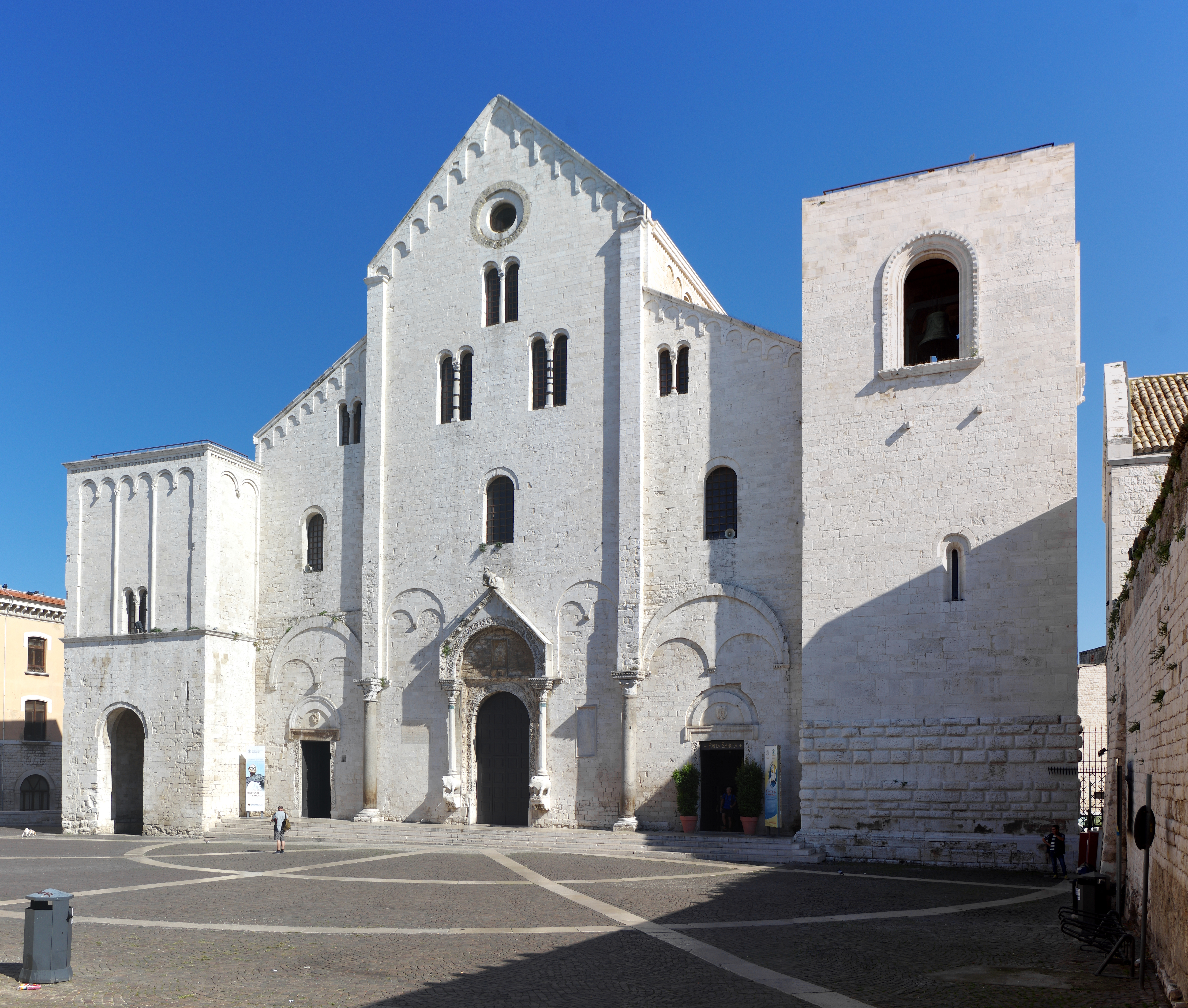
Базилика Святого Николая
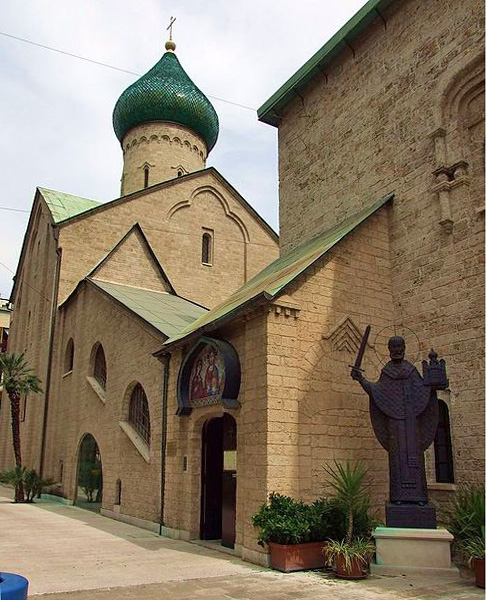
Православный храм Николая Чудотворца